# Orstom chazeaui
Orstom chazeaui – gatunek pająków z infrarzędu ptaszników i rodziny Barychelidae. Występuje endemicznie na Nowej Kaledonii. Zasiedla lasy deszczowe góry Mont Panié. Gniazduje wśród mchów u podstawy drzew.

## Taksonomia
Gatunek ten opisany został po raz pierwszy w 1994 roku przez Roberta Ravena. Miejsce typowe znajduje się na Mont Panié. Epitet gatunkowy nadano mu na cześć Jean Chazeau z francuskiej organizacji naukowej ORSTOM, która uczestniczyła w sześciu ekspedycjach na Nową Kaledonię.

## Morfologia
U holotypowego samca długość ciała wynosi 14 mm, a u allotypowej samicy 15 mm. Karapaks jest w zarysie prawie jajowaty, u samicy pomarańczowobrązowy, zaś u samca jasnobrązowo-pomarańczowobrązowy. Porastają go czarne szczecinki i delikatne, brązowe włoski. Jamki karapaksu u obu płci są krótkie i wyraźnie odchylone. Szczękoczułki samca są czerwonobrązowe, samicy zaś pomarańczowobrązowe. U samca bruzda szczękoczułka ma 10 ząbków w zafalowanym szeregu na krawędzi przedniej oraz 7 małych ząbków w części środkowo-nasadowej. U samicy bruzda szczękoczułka ma 8 zębów w zakrzywionym u nasady szeregu na krawędzi przedniej oraz 4 małe ząbki w części środkowo-nasadowej. Rastellum ma trójkątny kształt i składa się z grubych szczecin, których u samicy jest około 30. Szczęki zaopatrzone są w około 60–80 kuspuli ciągnących się aż ku ich piętce. Warga dolna i sternum są żółtobrązowe. Odnóża są pomarańczowobrązowe. Stopy mają małe i cienkie przypazurkowe kępki włosków. Pazurki pierwszej i ostatniej pary odnóży u samicy mają od 4 do 5 ząbków. Odnóża drugiej pary samca mają pazurki z dwoma szeregami ząbków. U samicy silne kolce występują na goleniach pierwszej i drugiej pary oraz nadstopiach par od pierwszej do trzeciej, co jest cechą wyróżniającą na tle całej rodziny. Opistosoma (odwłok) samca jest z wierzchu jasna z pięcioma szerokimi, brązowymi przepaskami, od spodu zaś jasna z nakrapianiem pośrodku i w okolicy kądziołków. Opistosoma samicy jest z wierzchu brązowa z pięcioma parami jasnych, poprzecznych znaków, od spodu zaś brązowa z białym nakrapianiem. Genitalia samicy mają dwie spermateki, każda o formie szerokiego i niskiego guzka z dwoma cienkimi szypułkami zwieńczonymi kuliście. Nogogłaszczki samca mają nieco beczułkowaty goleń, lekko wcięte cymbium, duży bulbus o gruszkowatym kształcie z falistym kilem w części końcowej, za którym to wyrasta krótki i spłaszczony embolus. Nogogłaszczki samicy mają silnie kolce na bokach goleni i stóp.

## Ekologia i występowanie
Pająk ten zasiedla lasy deszczowe góry Mont Panié na Nowej Kaledonii. Występuje na wysokościach od 1300 do 1620 m n.p.m. Buduje z nici przędnej rurkowate, faliste, nierozgałęzione oprzędy o jedynym wejściu zamkniętym pergaminowym wieczkiem z zawiasem zlokalizowanym po górnej stronie. Konstrukcje te tworzy wśród poduszek mchów rosnących u podstawy drzew, zwłaszcza z gatunku Agathis montana. Ptasznika tego spotykano ponadto w butwiejących palmach i pod leżącymi kłodami.
Do ptaszników występujących z nim sympatrycznie należą Orstom macmillani i Encyocrypta panie z tej samej rodziny oraz Migas affinis z rodziny Migidae.